# Karl Aletter
Karl Theophil Christian Aletter, född 8 juli 1906 i Mannheim, död 29 mars 1991 i Kaiserslautern, var en tysk roddare.
Aletter blev olympisk silvermedaljör i fyra utan styrman vid sommarspelen 1932 i Los Angeles.